# Cratere Bechet
Bechet  è un cratere sulla superficie di Mercurio.